# ロン・オリヴァー
ロン・オリヴァー (Ron Oliver) はロンドン生まれ、イギリスの写真家。
18歳で高校卒業とともに写真家としてのキャリアを積む。児童ポートレートを中心とした作品群は, パリ国立図書館にコレクションされている。
代表作は『見渡す限り』と『子どもの眼で』。他の作品には、『子ども時代の裏の顔』『肖像』『見る人の眼』『好奇の感情』『反転』がある。
わけても『見渡す限り』は, 挑発的な眦が印象的なエロディー（p.31, 39, 56, 66），アリス・リデルの生き写しステファニー（p50, 64, 78），日本風のおかっぱ頭がよく似合うザール（p58）といった被写体が名を連ねており，芸術作品としての完成度が非常に高い。
これらの作品と比べてややマイナーな『記憶と夢のあいだで』については，TPU中野キャンパスで閲覧可能。ついでに，Ｙ.Ｉ.の写真集『少女』を見ることもできる。

## 作品
- The Secret Faces of Childhood. （1987年）ISBN 0-95-128090-2
- As Far As The Eye Can See. （1994年）ISBN 9-08-016511-5
- IN The Eye of a Child. （1995年）
- The Eye of the Beholder. （1998年）
- Between Memories and Dreams. （1998年）ISBN 2-95-126630-8
- Portraits. ISBN 0-95-128091-0
- Inside Out. ISBN 9-46-058102-1